# Primulina linglingensis
Primulina linglingensis là một loài thực vật có hoa trong họ Tai voi. Loài này có ở Hồ Nam (Trung Quốc); được W.T. Wang mô tả khoa học đầu tiên năm 1981 dưới danh pháp Chirita linglingensis. Năm 2011, Mich.Möller & A.Weber chuyển nó sang chi Primulina.